# Episodi di Jamie Johnson (quinta stagione)
La quinta stagione della serie TV Jamie Johnson è stata trasmessa nel Regno Unito dal 7 maggio al 30 luglio 2020.
| Numero | Titolo originale        | Titolo italiano     | Trasmissione originale | Trasmissione italiana |
| ------ | ----------------------- | ------------------- | ---------------------- | --------------------- |
| 1      | Game Changer            | Cambio Di Gioco     | 7 maggio 2020          | 25 dicembre 2020      |
| 2      | Never Give Up           | Mai Arrendersi      | 14 maggio 2020         | 26 dicembre 2020      |
| 3      | New Signing             | Nuovo Ingaggio      | 21 maggio 2020         | 27 dicembre 2020      |
| 4      | Visiting Hours          | Orario Di Visita    | 28 maggio 2020         | 28 dicembre 2020      |
| 5      | Star Player             | Stelle In Campo     | 4 giugno 2020          | 29 dicembre 2020      |
| 6      | Why Always Me?          | Perché Sempre Io?   | 11 giugno 2020         | 30 dicembre 2020      |
| 7      | Cup Final Shock         | Rivelazioni         | 18 giugno 2020         | 31 dicembre 2020      |
| 8      | Outside The Box         | Fuori Dagli Schemi  | 25 giugno 2020         | 1º gennaio 2021       |
| 9      | Pixel Player            | Giocatore Virtuale  | 2 luglio 2020          | 2 gennaio 2021        |
| 10     | Equaliser               | Parità              | 9 luglio 2020          | 3 gennaio 2021        |
| 11     | Results Day             | Risultati Incerti   | 16 luglio 2020         | 4 gennaio 2021        |
| 12     | Control Halt And Delete | Controllo Remoto    | 23 luglio 2020         | 5 gennaio 2021        |
| 13     | Back To Reality         | Ritorno Alla Realtà | 30 luglio 2020         | 6 gennaio 2021        |